# Atletismo nos Jogos Pan-Americanos de 1959 - Salto triplo masculino
A prova do salto triplo masculino nos Jogos Pan-Americanos de 1959 foi realizada em Chicago, Estados Unidos.

## Medalhistas
| Ouro                        | Prata                            | Bronze                            |
| Adhemar da Silva BRA Brasil | Herman Stokes USA Estados Unidos | William Sharpe USA Estados Unidos |

## Resultados
| Posição           | Nome             | Nacionalidade      | Marca | Notas |
| ----------------- | ---------------- | ------------------ | ----- | ----- |
| Medalha de ouro   | Adhemar da Silva | BRA Brasil         | 15.90 |       |
| Medalha de prata  | Herman Stokes    | USA Estados Unidos | 15.39 |       |
| Medalha de bronze | William Sharpe   | USA Estados Unidos | 15.25 |       |
| 4                 | Jack Smyth       | CAN Canadá         | 15.12 |       |
| 5                 | Pedro Camacho    | PUR Porto Rico     | 14.66 |       |
| 6                 | Víctor Hernández | CUB Cuba           | 14.66 |       |
| 7                 | Ira Davis        | USA Estados Unidos | 14.54 |       |
| 8                 | Rumildo Cruz     | PUR Porto Rico     | 14.43 |       |